# Arnesano

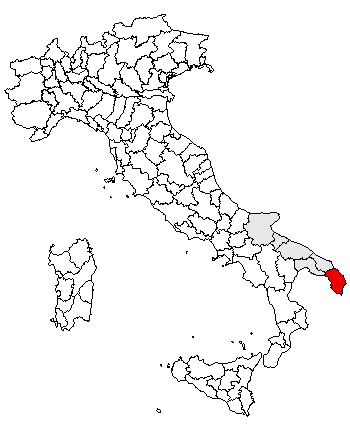

Arnesano – miejscowość i gmina we Włoszech, w regionie Apulia, w prowincji Lecce.
Według danych na rok 2004 gminę zamieszkiwały 3453 osoby, 265,6 os./km².